# Asteliacoccus margaretae
Asteliacoccus margaretae är en insektsart som beskrevs av Williams 1985. Asteliacoccus margaretae ingår i släktet Asteliacoccus och familjen ullsköldlöss. Inga underarter finns listade i Catalogue of Life.